# Hynobius guabangshanensis
Hynobius guabangshanensis är en groddjursart som beskrevs av Shen, Deng och Wang 2004. Hynobius guabangshanensis ingår i släktet Hynobius och familjen Hynobiidae. IUCN kategoriserar arten globalt som otillräckligt studerad. Inga underarter finns listade.